# 同恕
同恕（1254年—1331年），字宽甫，号榘庵，元朝奉元路（今陕西省西安市）人，同继先的儿子。
同恕家世业儒。同恕十三岁，以《书经》魁乡校。元世祖至元年间，选名士为吏属，推辞不赴。元武宗至大年间，被聘为儒林郎国子司业，不受。元仁宗延祐初年，陕西置鲁斋书院，奉旨领教事，即奉元鲁斋书院山长，来学者千数。延祐六年（1319年），应召为奉议大夫、太子左赞善。次年，因病辞归。致和元年（1328年），拜为集贤侍读学士，以老病推辞。封京兆郡侯，去世后，谥文贞。著有《榘庵集》二十卷。